# Boxing Lu
Boxing Lu (chiń. 博兴路站) – stacja początkowa metra w Szanghaju, na linii 6. Zlokalizowana jest pomiędzy stacjami Wulian Lu i Jinqiao Lu. Została otwarta 29 grudnia 2007.